# Luigi Nuti
Luigi Nuti (Monsummano, 1748 – Prato, 10 marzo 1821) è stato un incisore, disegnatore e pittore italiano.

## Biografia
Fu promotore della creazione della Scuola di disegno del Comune di Prato, che venne istituita dal granduca Pietro Leopoldo nel novembre del 1772. A partire da quell’anno Nuti fu il primo maestro di Disegno e di Architettura presso la Scuola, una carica che ricoprì fino alla morte.
Dal 1778 al 1821 fu inoltre maestro di disegno presso il collegio Cicognini di Prato.
Ebbe come allievi gli artisti Giuseppe Calendi, Giuseppe Ciardi e Antonio Marini, che ne sposò la nipote Giulia, anch'essa artista e pittrice.

## Produzione artistica

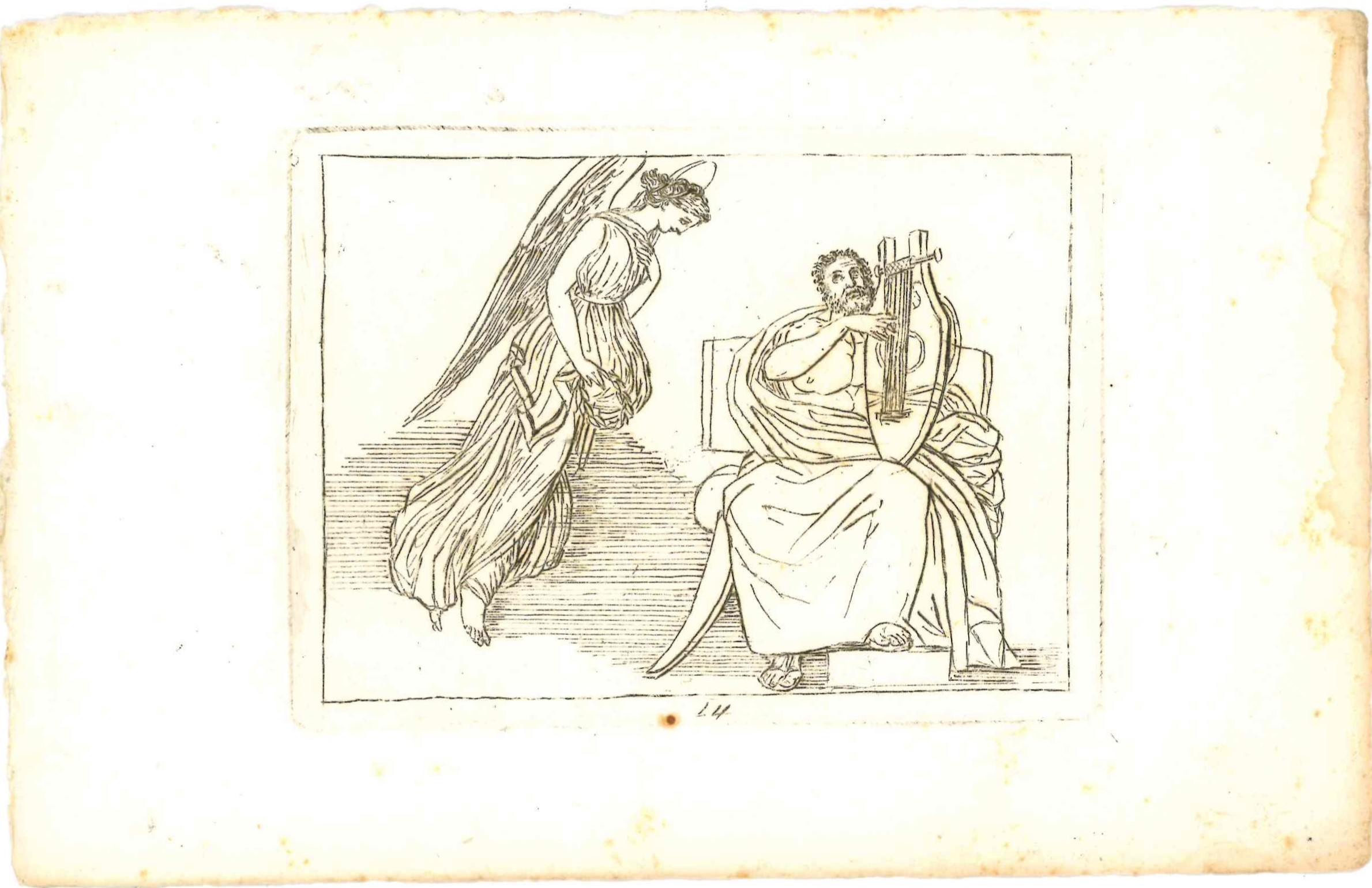
Luigi Nuti (da John Flaxman), Eschilo coronato per la Tragedia, incluso nelle Tragedie di Eschilo inventate da Gio: Flaxman, disegnate e incise da Luigi Nuti in Prato

Come pittore, Nuti nel 1772 realizzò per l'istituto Cicognini due quadri raffiguranti San Luigi Gonzaga e i Santi Martiri Egeo ed Euticia, che furono conservati nella cappella dei collegiali fino al 1889.
Tuttavia, Nuti si specializzò principalmente nella tecnica di incisione a contorno su rame, venendo influenzato in particolare dallo stile dell’artista britannico John Flaxman.
Dalle tavole realizzate da Flaxman per le Tragedie di Eschilo, per l'Odissea e per l'Iliade di Omero, Nuti trasse infatti alcune incisioni di soggetti classici. Anche per le illustrazioni della Commedia di Dante egli si ispirò a Flaxman, le cui tavole dantesche, incise da Tommaso Piroli, erano state pubblicate a Roma nel 1793. Le stampe del Nuti furono invece pubblicate postume a Napoli, nel 1835.

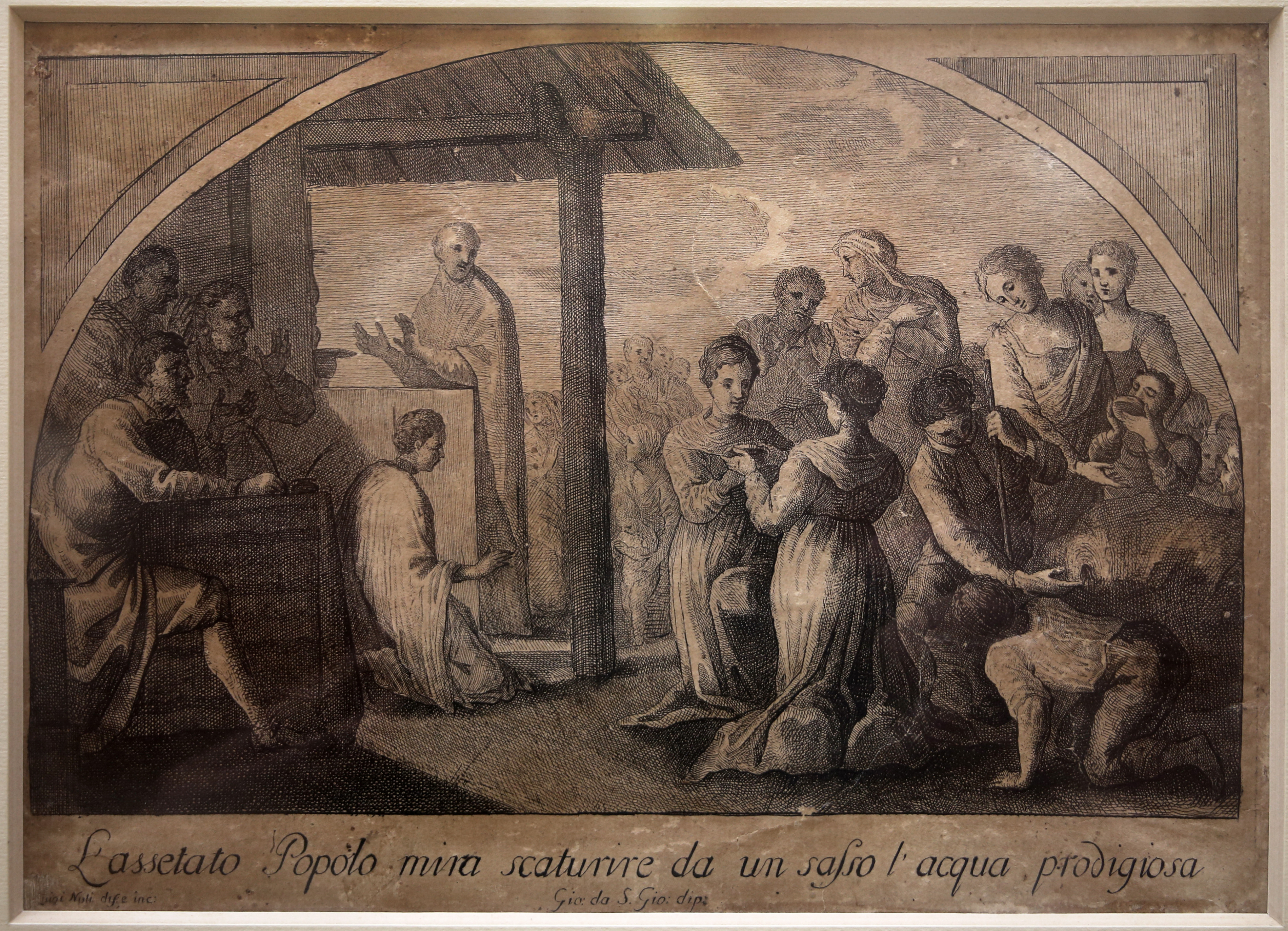
Luigi Nuti (da Giovanni da San Giovanni), L'assetato popolo mira scaturire da un sasso l'acqua prodigiosa, 1783-1784

Nuti si dedicò anche alla stampa di riproduzione: tra il 1783 e il 1784 realizzò quattordici incisioni che copiavano fedelmente gli affreschi delle lunette del loggiato di Santa Maria della Fontenuova a Monsummano, eseguiti intorno al 1630 da Giovanni da San Giovanni. Le incisioni costituirono una preziosa testimonianza dello stato di conservazione degli affreschi e per questo furono usate da Antonio Marini come riferimento per restaurare gli stessi nel 1845.
Nuti si occupò anche della produzione di soggetti a tema storico, con la realizzazione della stampa allegorica con il Trionfo della Pace di Luneville, incisa nel 1801 da Giuseppe Calendi.
Nel 1810 pubblicò la Raccolta di alcune opere dei più celebri autori, creata su modello della Schola Italica Picturae di Gavin Hamilton (stampata nel 1773). Nel suo volume Nuti riunì copie disegnate di numerose opere sia del passato sia di artisti più recenti, come lo stesso Hamilton e Angelica Kauffman.
Nel 1820 infine Nuti realizzò un’altra stampa allegorica, la Felicità della Toscana sotto il florido governo di Ferdinando III, che fu incisa da Antonio Verico ed esposta il 17 settembre del 1820 alla Mostra delle scuole comunali di Disegno e Architettura di Prato.